# コジェジャウジン
コジェジャウジン（マプチェ語　Kollellaullin）とは、チリのマプチェ族に伝わっている武術。スポーツという面もある。

## 概要
コロンブスが来る前からマプチェ族に伝わっていた伝統武術である。

コジェジャウジンとはマプチェ語で蟻の事である。武術をこう呼ぶのは、自分よりもはるかに重いものを運ぶ蟻の姿を参考にしているからとも、勇士の広い背中と小さい腰が蟻のように見えるからともいわれる。

精神と肉体を鍛えるという点が日本の武術に近いという。

## 訓練
格闘術や様々な武器を遣う総合武術である。武術訓練のためのスポーツのような訓練法を多く持っているのが特徴である。

### 武術
- メトラトゥン:腕を取り合う格闘技。
- マプーチェボクシング:守る事無く交互に殴り合い、どちらかが悪い態度をとるまで続ける格闘技。
- ラス（ラドゥ）:捕縄術
- ワイキトゥン:槍術
- レニトゥン:槍術
- ワダトゥン:馬上の敵に対抗する為の鉤槍術
- ウィトルウェトゥン: 羊毛と革で作った土着の投石器の術
- クラントゥン:投石術。
- ラカイトゥン :ボーラ術
- プルキトゥン:弓術
- ウェジェルトゥン:水泳術
- ジグカン:竹の棒を使った棒術。
- ロンコキルキル:棍棒術。
- レフカウェジュン:馬術。馬の横に隠れる術も学んだ。

### 訓練法
- パリン:ホッケーに似たスポーツ
- ピジマン:風の球技(炎のゲームとして)。
- リナオ:ラグビーと似ている訓練法。投擲武器および砲弾さえ回避する方法を学習する。
- チョイケピン:片足で動作する訓練法。
- ングルクラム:「狐が卵を奪う」という訓練の一種
- トレントリカン:竹馬。
- ロンコトゥン:互いに髪を掴んで、どちらかが地面に付くまで引っ張り合う訓練法。
- ルジュン: 高いところからの飛び込み。
- ルンクトゥン:障害を飛び越える訓練法。

### その他
- 肌の下に細かい岩の粉やピューマの骨を注射して、力を得ようとした。
- 冷たい泉に一日に何度も入って体を鍛えていた。